# Орешари (защитена местност)
Вижте пояснителната страница за други значения на Орешари.
Орешари е защитена местност в България. Намира се в землището на село Орешари, област Кърджали.
Защитената местност е с площ 55 ha. Обявена е на 23 август 1999 г. с цел опазване на местообитанията и популациите на защитени видове растения и животни, в това число тис, венерин косъм, родопска горска майка, румелийски трахелиум, черен щъркел, египетски лешояд, белоопашат мишелов, дългоух и полунощен прилеп и др., както и съхраняване на забележителен източнородопски ландшафт, включващ скални венци, арки, пещери и тракийски скални ниши.
На територията на защитената местност се намира природната забележителност Шест пещери в м. Моста. Попада в границите на защитените зони от Натура 2000 Родопи – Източни по директивата за местообитанията и в Мост Арда по директивата за птиците.
В защитената местност се забраняват:
- строителството на пътища и масивни сгради;
- разкриване на кариери;
- извеждане на голи сечи в горските насаждения;
- алпинизъм и делтапланеризъм;
- бивакуване и палене на огън извън определените за това места.[1]